# Galassia Nana del Boote III
La Galassia Nana del Boote III (Boo III) è una concentrazione di stelle (in inglese "overdensity"), situata a ridosso dell'alone galattico della Via Lattea, che corrisponde ad una galassia nana sferoidale fortemente perturbata per effetto delle forze mareali gravitazionali della nostra galassia. Boo III è localizzata nell'omonima costellazione e fu scoperta nel 2009 grazie a dati raccolti dallo Sloan Digital Sky Survey.
Si trova alla distanza di circa 150.000 anni luce dalla Terra e si allontana alla velocità di 197 km/s. Di forma allungata con un rapporto degli assi di 2:1, ha un raggio intorno ai 500 parsec (1.600 anni luce). Data la forma e le dimensioni non si può escludere che si trovi in uno stadio di transizione tra una galassia legata gravitazionalmente alla Via Lattea ed un sistema completamente slegato, distrutto dalle forze mareali della nostra galassia.
Boo III è una delle galassie satellite della Via Lattea più piccole e meno luminose. La sua luminosità è pari all'incirca a 18.000 volte quella del Sole, quindi molto inferiore a quella di molti ammassi globulari. Difficile stimare la sua massa dato che è sul punto di essere disgregata. In tal caso la dispersione di velocità delle sue stelle non è in rapporto alla massa della galassia.
La popolazione stellare è formata da stelle antiche formatesi più di 12 miliardi di anni fa, con una bassa metallicità che risulta 120 volte inferiore a quella del Sole. Infine, si ipotizza che la Nana del Boote III sia anche all'origine della Corrente dello Stige, un flusso di stelle situato anch'esso a ridosso dell'alone galattico della Via Lattea e scoperto contestualmente a Boo III.